# Manuela Escamilla
Manuela Escamilla (Monforte de Lemos, Lugo, 20 de maig de 1648 — Madrid, 1721) fou una actriu, cantant compositora i autora de comèdies gallega del Segle d'or espanyol.
Debuta amb set anys formant part de la companyia del seu pare Antonio Escamilla. Als tretze anys es casà i als quinze enviudà, casant-se poc temps després en secret amb un il·lustre cavaller i poeta dels que subministraven comèdies als teatres de la Pacheca i de la Cruz. La seva devoció, que alguns suposaven falsa, la feien portar reliquiaris al pit, agnus dei en les mànigues del jupó i el cordó de Sant Francesc cenyit a la cintura.
La gelosia del seu primer marit, actor de la mateixa companyia en la que treballava Manuela, i la costum d'aquesta de portar objectes beneïts, ocasionaren una violenta escena durant la representació de La adúltera penitente, de Calderón. En veure-la el seu marit amb tantes relíquies i el cordó arrossegant-se per terra, s'atansà sobre ella, amb traces fingides o reals de marit burlat, i mb una tisora li tallà el cordó, que llençà després amb tràgic gest a l'alcalde de Casa i Cort. La funció acabà desmaiant-se la Manuela i empresonant, per desacatament, al seu marit, i cantant tot Madrid, als cap de pocs dies, cançons al·lusives a l'acte.
Manuela cantava entremeses amb molta gràcia, i es conserva la música, composta per ella mateixa, d'un entremes que cantà a palau en presencia de Carles II, i de dos romanços amb tornada que cantà en el teatre del Buen Retiro en la comèdia Orfeu i Euridice.